# Palazzetto Calzone

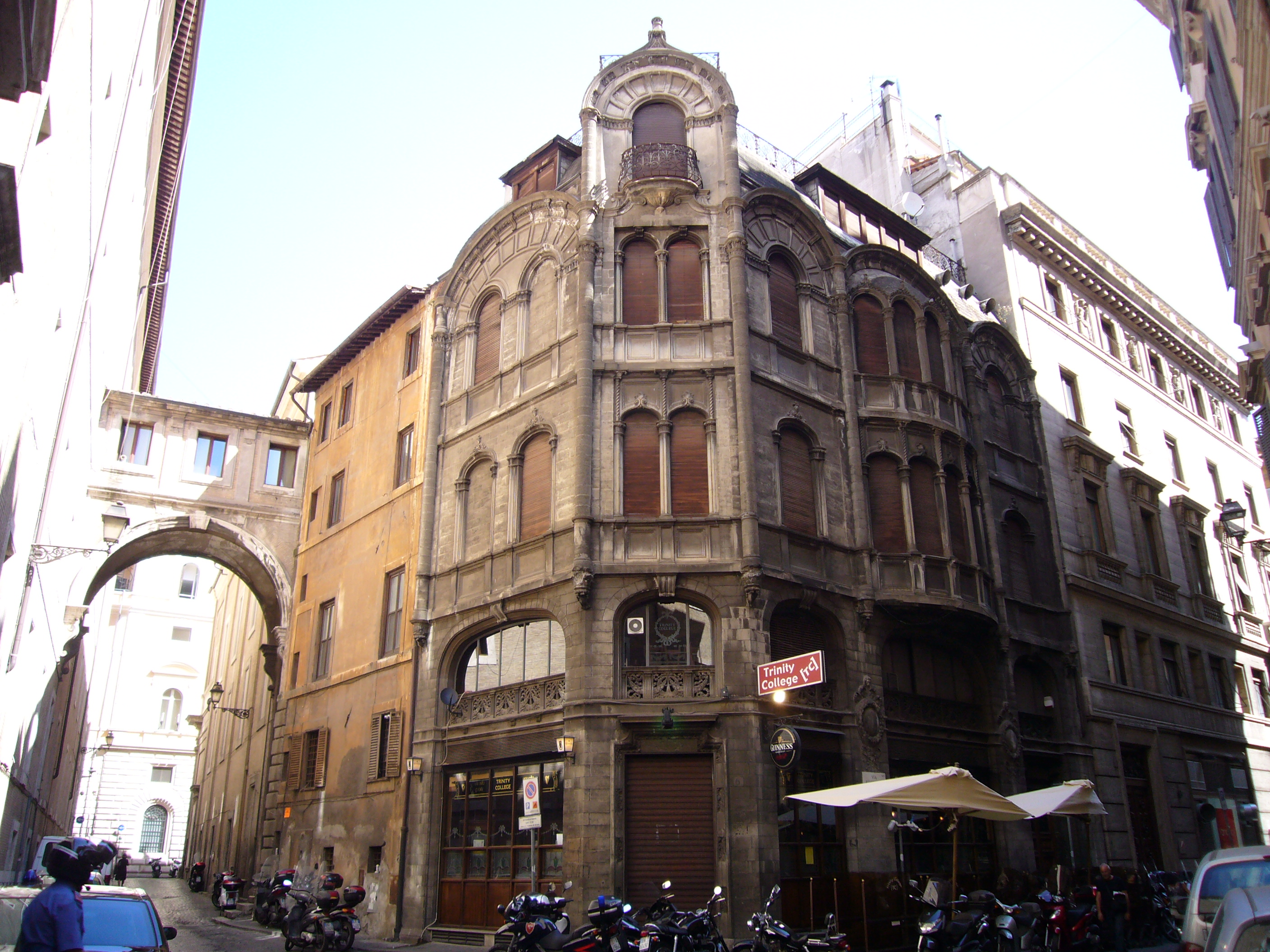
Vue du bâtiment.

Le palazzetto Calzone est un palais Art nouveau situé dans le Rione Pigna de Rome, via del Collegio Romano.

## Historique
Il a été construit par l'homme d'affaires turinois Ettore Calzone qui, peu après l'unification de l'Italie en 1871, s'est installé dans la nouvelle capitale. Ce fut entre 1902 et 1910 que Calzone, désormais une figure de premier plan à Rome, a décidé de construire un palais résidentiel à l'angle de la via del Collegio Romano et de la moderne via Alessandro Specchi,. 

## Description
Une caractéristique du bâtiment est principalement son style néo-gothique basé sur les modèles parisiens de l'époque, ce qui en fait l'un des exemples les plus importants de l'architecture Art nouveau de Rome. Actuellement, le bâtiment est occupé par le Trinity College Pub, l'un des pubs irlandais les plus populaires de Rome,.